# Kodži Nakata
Kodži Nakata (japonsko 中田 浩二), japonski nogometaš, * 9. julij 1979.
Za japonsko reprezentanco je odigral 57 uradnih tekem.